# Aïn Soltane (Saïda)
Pour les articles homonymes, voir Aïn Soltane.
Aïn Soltane est une commune de la wilaya de Saïda en Algérie.